# Közönséges farkasalma
A közönséges farkasalma vagy egyszerűen csak farkasalma (Aristolochia clematitis) a farkasalmafélék (Aristolochiaceae) családjába tartozó farkasalma (Aristolochia) nemzetség egyetlen Magyarországon őshonos faja. Mérgező.

## Élőhely

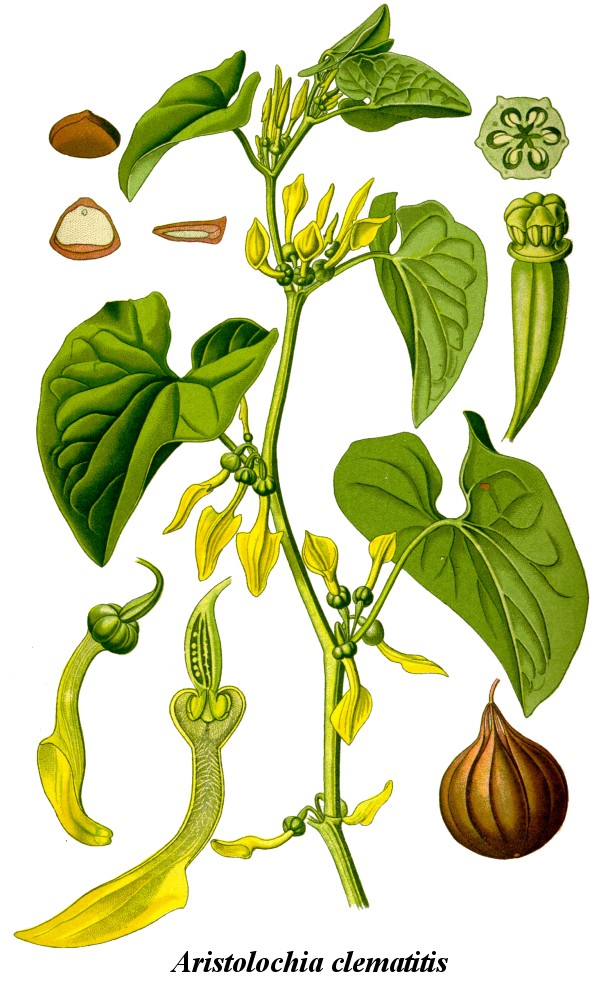

Ártereken, cserjésekben, szegély- és kultúrnövényzetben (pl. parlagokon, vetések szélén) mindenütt gyakori.

## Jellemzők
Kúszó tövű, el nem ágazó lágy szárú, felálló, hajladozó termetű, közel félméteresre, vagy akár majd egy méteresre megnövő évelő növény. Gyöktörzse sárgásbarna színű, ceruzavastagságú, elágazó, tagolt. A zigomorf, többesével a levelek hónaljában nyíló virágoknak lepelleveleik vannak, amik 2-3(-8) cm hosszúak, világossárga-sárga színűek, csővé forrtak, a cső alsó része zöldes színű és gömb alakban kissé felfúvódott. A beporzáshoz legyeket ejt csapdába. A levelek szórt állásúak, hosszú nyelűek; levéllemezeik szíves vállúak, ép szélűek, tompa csúcsú háromszög alakúak, 10–15 cm hosszúak, húsosak és kopaszak. Toktermése csüngő, tojásdad-körte alakú, dió nagyságú, benne a magok viszonylag nagyok és tompa csúcsú háromszög alakúak. Magyarországon májustól szeptemberig virágzik.
A közönséges farkasalma a védett farkasalmalepke (Zerynthia polyxena) hernyójának kizárólagos tápnövénye.

## Felhasználása
Korábban gyógynövényként használták a népi gyógyászatban, de ilyen jellegű felhasználása veszélyes, mivel mérgező növény, ráadásul belsőleges használata az orvostudomány szerint korábban sem volt indokolt.
Miután kimutatták a növény rákkeltő hatását, így manapság csak gyógyszeralapanyagként használatos. Arisztolochiasav hatóanyag található benne.
Az egész növénynek jellegzetes, de kellemetlen szaga van, ha pedig balesetként mégis a szájhoz kerül, akkor érezhető nagyon kellemetlen, keserű íze.
A leveleiből készített drogban (Aristolochiae folium) arisztolochiasav, keserűanyag, illóolaj, cseranyag, gyanta, C-vitamin és baktériumölő anyag található. A már kifejlett, egészséges, ép leveleket gyűjtik drognak; a száradás végén a levéldrog tömege a levelek eredeti tömegének csupán negyede-ötöde. A levéldrog forrázatát külsőleg felhasználták sömör, ótvar, ekcéma ellen, valamint borogatásként nehezen gyógyuló sebekre és gyulladásos testrészekre.
Gyöktörzséből is készíthető drog (Aristolochiae radix vagy Saraceniae radix), amiben 0,5–1,0% arisztolochiasav (arisztolochia sárga) van, továbbá gyanta, keserűanyag, cseranyag és illóolaj is előfordul benne. A belőle készült fürdővel és borogatóval a reumásakat és egyéb ízületi bántalmakban szenvedőket, de a kehes lovakat is kezelték.